# Bradley Forbes-Cryans
Bradley Forbes-Cryans (Edimburgo, 25 de marzo de 1995) es un deportista británico que compite en piragüismo en la modalidad de eslalon.
Ganó tres medallas en el Campeonato Mundial de Piragüismo en Eslalon entre los años 2015 y 2022, y dos medallas en el Campeonato Europeo de Piragüismo en Eslalon, plata en 2015 y bronce en 2021.
Participó en los Juegos Olímpicos de Tokio 2020, ocupando el sexto lugar en la prueba de K1 individual.

## Palmarés internacional
| Campeonato Mundial | Campeonato Mundial      | Campeonato Mundial | Campeonato Mundial |
| Año                | Lugar                   | Medalla            | Competición        |
| ------------------ | ----------------------- | ------------------ | ------------------ |
| 2015               | Londres (Reino Unido)   | Medalla de bronce  | K1 por equipos     |
| 2018               | Río de Janeiro (Brasil) | Medalla de oro     | K1 por equipos     |
| 2022               | Augsburgo (Alemania)    | Medalla de plata   | K1 por equipos     |
| Campeonato Europeo |                         |                    |                    |
| Año                | Lugar                   | Medalla            | Competición        |
| 2015               | Markkleeberg (Alemania) | Medalla de plata   | K1 por equipos     |
| 2021               | Ivrea (Italia)          | Medalla de bronce  | K1 por equipos     |